# Cyklon Debbie
Cyklon Debbie – bardzo silny i śmiercionośny cyklon tropikalny, który nawiedził Australię 23 marca 2017. Stał się cyklonem kategorii 3 w skali Saffira-Simpsona. Przeszedł nad wyspami Hamilton i Whitsunday, a także w miejscowościach Airlie Beach i Bowen. Wskutek żywiołu zginęło 14 osób. 40 tysięcy osób zostało pozbawionych prądu. Decyzją władz zamknięto lotniska leżące w miastach Townsville i Mackay.